# Sân bay quốc tế Guarani
Sân bay quốc tế Guarani (tiếng Tây Ban Nha: Aeropuerto Internacional "Guaraní") (IATA: AGT, ICAO: SGES) là một sân bay quốc tế phục vụ Ciudad del Este, một thành phố ở tỉnh Alto Paraná của Paraguay.
Đây là sân bay quốc tế quan trọng thứ hai của Paraguay.

## Các hãng hàng không và các tuyến điểm
- Regional Paraguaya (Asunción)
- TAM Mercosur (Asunción, Buenos Aires-Ezeiza, Córdoba, Santiago de Chile, São Paulo-Guarulhos)

## Các hãng đã hoạt động
- ARPA - Aerolineas Paraguayas [đã giải thể] (Asuncion, Pedro Juan Caballero)